# Names Ba-geshem
Names Ba-geshem (en inglés, Melting Away) es una película israelí de 2012 dirigida por Doron Eran.

## Argumento
Shlomo descubre en la habitación de su hijo Assaf ropa y accesorios de mujer y decide "enseñarle una lección". Cuando Assaf vuelve a casa de sus padres en una noche de lluvia, no lo dejan entrar. Su padre, con el consentimiento silencioso de su mujer, le cierra la puerta. Cuatro años después, su madre recurre a una agencia de investigadores para encontrar a Assaf y llevarlo ante Shlomo, que está muriendo de cáncer. Assaf es un transexual que canta en un bar en Tel Aviv bajo el nombre de Anna. Anna (su hijo Assaf) decide convertirse en la enfermera de Shlomo y conquistarlo con su personalidad.
- Datos: Q2656595
- Multimedia: Melting Away / Q2656595